# Port Albert
Port Albert – miasto w Australii, w stanie Wiktoria. Port Albert to jeden z najstarszych portów morskich Wiktorii, założony w 1841 roku. Miasto otrzymało nazwę przez firmę Gippsland na cześć księcia Alberta.